# Orsara Bormida
Orsara Bormida – miejscowość i gmina we Włoszech, w regionie Piemont, w prowincji Alessandria.
Według danych na styczeń 2010 gminę zamieszkiwały 403 osoby przy gęstości zaludnienia 78,4 os./1 km².